# Румаан Алам
Румаан Алам (на английски: Rumaan Alam) е американски писател на произведения в жанра научна фантастика, трилър и социална драма.

## Биография и творчество
Румаан Алам е роден 9 август 1977 г. във Вашингтон, окръг Колумбия, САЩ. Родителите му емигрират от Бангладеш в САЩ в началото на 70-те години на ХХ век.. Един от четиримата братя и сестри в семейството, той израства в предградие на Вашингтон. Следва творческо писане в колежа „Оберлин“ в Оберлин, окръг Лорейн. След дипломирането си се премества в Ню Йорк и работи почти десетилетие в издателската къща Condé Nast и в литературното списание Lucky като копирайтър и творчески директор. Пише също за интериорен дизайн за списанията Domino, Lonny и Elle Decor и други издания. Негови статии са публикувани в „Ню Йорк Таймс“, „Ню Йоркър“, „Уолстрийт Джърнъл“ и „Ню Републик“. Прави литературния си дебют през 2016 г. с частично автобиографичния роман „Богата и красива“. Двете героини в историята, Сара и Лорън, израствайки заедно в гимназията и колежа, първите работни места и първите любовни връзки, сега са разделени по пътя и вижданията в живота. Макар и най-добри приятелки всяка от тях завижда и се ужасява от определени аспекти от живота на другата, избягвайки някои теми чрез майсторски езикови пируети. С хаплив хумор и изострено чувство за детайли романът третира темата привързаностите, които се формират в детството се променят при адаптиране към живота на възрастните, но връзките на приятелството издържат въпреки различията.
Вторият му роман „Такава майка“ е издаден през 2018 г.. Негови разкази са публикувани в StoryQuarterly, Crazyhorse, Meridian и др.
През 2020 г. е издаден романът му „Забравете за света“. В историята, семейството от Бруклин, Аманда и Клей с двете им деца, отиват на луксозна почивка в къща на Лонг Айлънд. Всичко е идилично докато една нощ не идва възрастната чернокожа двойка от Манхатън, Джордж и Рут, които се представят като собственици на къщата, като обясняват, че е имало прекъсване на тока, а къщата има собствено захранване. На сутринта нещата се объркват след появата на уплашени стада елени и ята врани, като и неизвестен гръмотевичен шум, а в страната започват поредица от апокалиптични бедствия. Двете семейства трябва да намерят общ език и съдействие, за да се справят и оцелеят. Романът получава одобрението на критиката и е финалист за Националната награда за книга на САЩ. През 2023 г. романът е екранизиран в едноименния филм с участието на Джулия Робъртс, Махершала Али, Итън Хоук и Кевин Бейкън, продуциран от фирмата на Барак Обама.
Румаан Алам живее с партньора си и двете им осиновени момчета в Бруклин, Ню Йорк.

## Произведения

### Самостоятелни романи
- Rich and Pretty (2016)[1][2][3]
- That Kind of Mother (2018)
- Leave the World Behind (2020)
Забравете за света, изд.: ИК „Колибри“, София (2023), прев. Паулина Мичева

### Участие в общи серии с други писатели
- Shell Game (2022) в поредицата „Бягство“ (Getaway) – от поредицата има още 5 романа от различни автори

### Екранизации
- 2023 Забравете за света, Leave the World Behind – по романа, изпълнителен продуцент